# Roana
Roana é uma comuna italiana da região do Vêneto, província de Vicenza, com cerca de 3.765 habitantes. Estende-se por uma área de 78 km², tendo uma densidade populacional de 48 hab/km². Faz fronteira com Asiago, Caltrano, Cogollo del Cengio, Rotzo, Valdastico. Faz parte da União Montana das Sete Comunas.

## Demografia
| Variação demográfica do município entre 1861 e 2011                               |
|                                                                                   |
| Fonte: Istituto Nazionale di Statistica (ISTAT) - Elaboração gráfica da Wikipedia |

## Geografia
A comuna de Roana é composta por 6 regiões que são: Camporovere, Canove, Cesuna, Mezzaselva e Treschè Conca. Na região de Mezzaselva ainfa parte da população conhece e é capaz de usar a linguagem címbrica, de origem germânica, (falado também nas proximadades de Trentino Luserna).

## Esporte
Roana é a comuna onde viveu e cresceu, a campeão Enrico Fabris, que ganhou três medalhas olímpicas nos Jogos Olímpsicos de Turim, em 2006.

## Personalidades de Roana
- Benito Gramola, escritor e historiador
- Enrico Fabris, patinador.